# Meriones zarudnyi
Meriones zarudnyi és una espècie de mamífer rosegador de la família dels múrids. Viu a l'Afganistan, l'Iran i el Turkmenistan. El seu hàbitat natural són les zones seques o àrides. Es desconeix si hi ha cap amenaça significativa per a la supervivència d'aquesta espècie. L'espècie fou anomenada en honor de l'explorador i zoòleg ucraïnorús Nikolai Zarudni.